# The Wash (film)
Pour les articles homonymes, voir Wash.
Pour plus de détails, voir Fiche technique et Distribution.
The Wash est un film américain de DJ Pooh, sorti en 2001.

## Synopsis
Deux amis, Sean et Dee Loc, travaillent dans une petite entreprise de nettoyage de voitures. Ils vont connaître une série d'événements plus ou moins cocasses.

## Fiche technique
Sauf indication contraire, les informations mentionnées dans cette section peuvent être confirmées par la base de données cinématographiques IMDb,  présente dans la section « Liens externes ».
- Réalisation et scénario : DJ Pooh
- Direction artistique : Steve Ralph
- Décors : Albert Cuellar
- Costumes : Tracey White
- Photographie : Keith L. Smith
- Montage : Jack Hofstra
- Musique : Camara Kambon
- Production : Philip G. Atwell, Rick Freeman, DJ Pooh

Coproducteur : Jeremiah Samuels
Producteurs délégués : Snoop Dogg, Dr. Dre, Kip Konwiser, Tom Ortenberg et Michael Paseornek
- Sociétés de production : Lions Gate Film et Lithium Entertainment Group
- Société de distribution : Lions Gate Film (États-Unis)
- Format : 1.85:1, 35 mm - son Dolby Digital DTS
- Genre : comédie
- Pays : États-Unis
- Dates de sortie[1] : 
  -  États-Unis : 14 novembre 2001
  -  France : 11 juin 2003 (sortie en DVD uniquement[2])

## Distribution
- Dr. Dre (V. F. : Jean-Paul Pitolin) : Sean
- Snoop Dogg (V. F. : Lucien Jean-Baptiste) : Dee Loc
- Lamont Bentley (VF: Bruno Henry) : C-Money
- George Wallace (V.F. : Pascal Renwick) : M. Washington
- Eminem (V. F. : Alexis Tomassian) : Chris (non crédité)
- Shaquille O'Neal : Norman
- Tom Lister, Jr. (V. F. : Thierry Desroses) : Bear
- Truth Hurts : Vickey
- Angell Conwell (VF: Géraldine Asselin) : Antionette
- Ludacris (V. F. : Daniel Lobe) : un client
- Tommy Chong : Dee's Connection
- Kurupt : Maniac
- Pauly Shore : l'homme en short
- Xzibit (V. F. : Jérôme Pauwels) : Wayne, un client
- Daz Dillinger : un acheteur de drogue

## Bande originale
Singles

### Liste des titres
| No  | Titre                                                | Producteurs                             | Durée |
| --- | ---------------------------------------------------- | --------------------------------------- | ----- |
| 1.  | On the Blvd. (Dr. Dre & Snoop Dogg)                  | Jelly Roll                              | 4:28  |
| 2.  | Benefit of the Doubt (Truth Hurts featuring Shaunta) | Mel-Man                                 | 4:50  |
| 3.  | Blow My Buzz (D12)                                   | Eminem, Jeff Bass (co.)                 | 5:08  |
| 4.  | Bring 2 (Bilal)                                      | James Poyser, Vikter Duplaix            | 4:20  |
| 5.  | Bad Intentions (Dr. Dre featuring Knoc-turn'al (en)) | Mahogany, Dr. Dre (co.)                 | 3:02  |
| 6.  | Get Fucked Up With Me (Xzibit)                       | Jeremy Jackson                          | 4:35  |
| 7.  | My High (Yero)                                       | Bryan-Michael Cox, Co-Lab-O, Jason Rome | 3:35  |
| 8.  | Holla (Busta Rhymes)                                 | Dr. Dre                                 | 4:02  |
| 9.  | Bubba Talk (Bubba Sparxxx)                           | Timbaland                               | 3:48  |
| 10. | Good Lovin' (Shaunta)                                | Hi-Tek                                  | 3:39  |
| 11. | Riding High (Daks featuring R.C.)                    | Focus...                                | 4:15  |
| 12. | Gotta Get Dis Money (Soopafly)                       | Soopafly                                | 4:51  |
| 13. | Don't Talk Shit (Ox)                                 | Megahertz                               | 4:23  |
| 14. | Everytime (Toi)                                      | Soopafly                                | 4:05  |
| 15. | Str8 West Coast (Knoc-turn'al)                       | Dr. Dre                                 | 2:54  |
| 16. | No (Joe Beast)                                       | Mel-Man                                 | 3:34  |
| 17. | The Wash (Dr. Dre & Snoop Dogg)                      | Dr. Dre, DJ Pooh                        | 3:20  |

### Samples
- Bad Intentions contient un sample de Hollywood Hot de Eleventh Hour.
- Good Lovin’ contient des samples de Mercy Mercy Me et God Is Love de Marvin Gaye.
- Everytime contient un sample de Get This Money de Slum Village.
- The Wash contient une interpolation de I Wanta Do Something Freaky to You de Leon Haywood.

### Autres chansons apparaissant dans le film
- (Not Just) Knee Deep - Funkadelic
- Funky Worm - Ohio Players
- Rapture - Blondie
- Take a Little Time - Terrell C. Moses
- No Other Love - Faith Evans
- I Ain't No Joke - Eric B. & Rakim
- Encore Work Slow Evil - Dr. Dre, Scott Storch & Mike Elizondo (incidental music)
- Yo Ho - Dr. Dre & Camara Kambon (instrumental)
- 2080 Guitar Beat - Dr. Dre (incidental music[Quoi ?])
- Track 7 - Dr. Dre, Camara Kambon, Scott Storch & Mike Elizondo (incidental music)